# 皋虞县
皋虞县，中国旧县名。县治位于今青岛市即墨区温泉街道东皋虞村，管辖范围大致为今青岛市即墨区东北部。
公元前110年（汉武帝元丰元年）封胶东康王刘寄之子刘建为皋虞侯，置皋虞县，属琅琊郡。新朝皋虞县更名为“盈庐县”，新朝灭亡后恢复原名。东汉时期皋虞县废除，属地并入不其县。